# Антон фон Перґен
Йоганн Баптист Антон фон Перґен (нім. Johann Baptist Anton von Pergen; 15 лютого 1725, Відень — 12 травня 1814, там само) — австрійський аристократ, дипломат і державний діяч, перший губернатор Королівства Галичини та Володимирії.

## Життєпис
Народився 15 лютого 1725 року у Відні (нині Австрія).
Походив з родини австрійських аристократів. Учень князя, канцлера Австрії у 1753—1792 роках Кавнітц-Рітберґа (1711—1794), мав його довіру.
У вересні 1772 вирушив з Відня до Львова.
4 жовтня 1772 під час церемонії у Львові від імені Марії Терезії та Йозефа ІІ офіційно проголосив про повернення Королівства Галичини та Володимирії під владу монарха Угорщини, який мав право претендувати на Галицько-Волинське князівство — Руське королівство — з часів середньовіччя. 23 липня 1773 губернатор фон Перґен видав циркуляр керівникам новостворюваних адміністративно-територіальних одиниць Королівства Галичини та Володимирії.
Антон фон Перґен на доручення імператора склав «Меморіял» — опис краю, єдиний історичний документ про тодішню Галичину — і вручив його Йозефу ІІ після його прибуття 6 серпня 1773 до Львова.
Енергійний, талановитий, іноді деспотичний. Губернатором Королівства Галичини та Володимирії працював 10 місяців.
Помер 12 травня 1814 року у Відні.